# Castello di Carsoli
Il castello di Carsoli, noto anche come Forte de' Leoni, si trova sulla sommità del colle Sant'Angelo che domina l'abitato di Carsoli, in provincia dell'Aquila.

## Storia

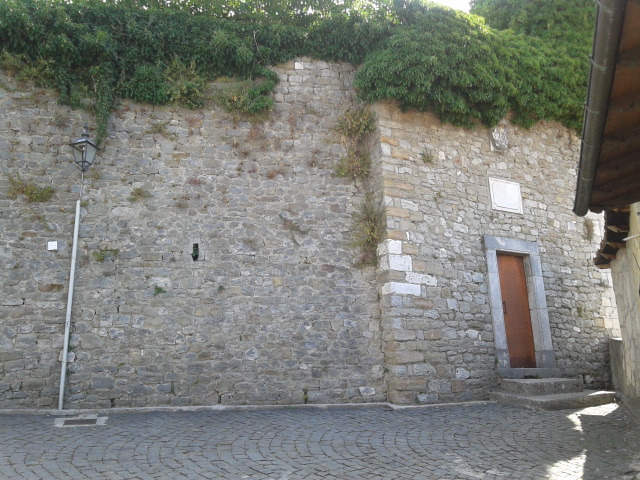
Accesso al castello

Il borgo medievale sorse come agglomerato di abitazioni intorno alla chiesa di Santa Maria in Cellis non distante dai resti della colonia romana di Carsioli (o Carseoli), risalente agli inizi del IV secolo a.C., situati nella località confinante di Civita di Oricola. Il borgo venne distrutto dai saraceni nel X secolo e, tra il 996 e il 1000, il conte Rinaldo dei conti dei Marsi costruì inizialmente sul colle Sant'Angelo una torre d'avvistamento, che fu poi soggetta ad ampliamenti con la costruzione di mura secondo lo schema del castello-recinto, ultimo dei quali la ristrutturazione degli angioini nel 1293.
Il territorio di Carsoli e la chiesa di Santa Maria in Cellis furono donati dal conte Rainaldo al monastero di Subiaco.
Successivamente il castello fu posseduto dai conti di Albe, poi dai duchi di Tagliacozzo, quindi dagli Orsini e dai Colonna fino al 1806, anno dell'eversione della feudalità. Dal 2013 la proprietà del castello è passata dalla famiglia De Leoni al comune di Carsoli.

## Architettura
Il castello si trova in una posizione strategica, alla confluenza dei torrenti Mura e Turano, controllando a sud la piana del Cavaliere e il castello di Oricola, a nord la valle del Mura e ad est la valle che porta al valico del monte Bove.
La pianta del castello è ad L rovesciata. L'elemento più antico è la torre che si trova all'angolo tra le due mura di cinta. Altre due torri quadrangolari si trovano alla fine dei due bracci del recinto.
Il castello è allo stato di rudere, con entrambe le mura sud-orientali e nord-orientali, che fiancheggiano la rampa d'accesso, in gran parte diroccate. Non distanti si trovano i ruderi della chiesa di Sant'Angelo.
Nel 2021 sono stati effettuati dei lavori di ristrutturazione e messa in sicurezza di alcune porzioni del castello come il muro di contenimento del terrapieno e la torre centrale.